# Mixochroa gratiosata
Mixochroa gratiosata är en fjärilsart som beskrevs av Achille Guenée 1857. Mixochroa gratiosata ingår i släktet Mixochroa och familjen mätare. Inga underarter finns listade i Catalogue of Life.